# Eishockey Club Kloten
Le EHC Kloten (Kloten Flyers entre 2000 et 2016) est un club de hockey sur glace de la ville de Kloten dans le canton de Zurich en Suisse.
Il évolue en National League depuis 2022, remonté de Swiss League, où il bataillait depuis 2018, alors qu'il luttait précédemment dans l'élite depuis 1962. À l'issue de la saison 2011-2012, le club a connu de grandes difficultés financières, ne parvenant plus à payer les salaires de son personnel. La situation était un temps rétablie, mais des soucis financiers analogues ont repris. Un premier pas pour tenter de sortir de l'impasse a été de reprendre l'ancien nom du club, tournant ainsi la page des Kloten Flyers.

## Palmarès

### Championnat de Suisse de LNA
5 victoires :
- 1967, 1993, 1994, 1995, 1996

### Coupe de Suisse
1 victoire :
- 2017

## Effectif
| No    | Nom                    | Nat. | Position  | Arrivée                                  |
| ----- | ---------------------- | ---- | --------- | ---------------------------------------- |
| +035, | Ludovic Waeber         |      | Gardien   | 2024 - Penguins de Wilkes-Barre/Scranton |
| +039, | Sandro Zurkirchen      |      | Gardien   | 2015 - ZSC Lions                         |
| +002, | Thomas Grégoire        |      | Défenseur | 2024 - HC Fribourg-Gottéron              |
| +006, | Matthew Kellenberger   |      | Défenseur | 2023 - Tigers de RIT                     |
| +008, | Sami Niku              |      | Défenseur | 2024 - Ilves                             |
| +016, | Bernd Wolf – A         |      | Défenseur | 2024 - HC Lugano                         |
| +018, | Dario Sidler           |      | Défenseur | 2024 - Lausanne HC                       |
| +019, | Steve Kellenberger – C |      | Défenseur | 2014 - HC Bienne                         |
| +041, | Leandro Profico        |      | Défenseur | 2023 - SC Rapperswil-Jona Lakers         |
| +059, | Luca Deussen           |      | Défenseur | Formé au club                            |
| +082, | Rajan Sataric          |      | Défenseur | 2023 - SC Rapperswil-Jona Lakers         |
| +095, | Nicholas Steiner       |      | Défenseur | 2018 - HC Bienne                         |
| +011, | Keanu Derungs          |      | Attaquant | 2022 - Genève-Servette HC                |
| +014, | Mischa Ramel           |      | Attaquant | 2018 - HC Bâle                           |
| +015, | Miro Aaltonen – A      |      | Attaquant | 2022 - HK Vitiaz                         |
| +027, | Deniss Smirnovs        |      | Attaquant | 2023 - Genève-Servette HC                |
| +028, | Axel Simic – A         |      | Attaquant | 2022 - HC Davos                          |
| +029, | Niko Ojamäki           |      | Attaquant | 2023 - Tappara                           |
| +062, | Harrison Schreiber     |      | Attaquant | 2019 - EV Zoug                           |
| +072, | Keijo Weibel           |      | Attaquant | 2024 - SCL Tigers                        |
| +086, | Tyler Morley           |      | Attaquant | 2023 - Grizzlys Wolfsburg                |
| +087, | Joel Marchon           |      | Attaquant | 2023 - Islanders de Charlottetown        |
| +088, | Dario Meyer            |      | Attaquant | 2021 - HC Davos                          |
| +089, | Daniel Audette         |      | Attaquant | 2024 - HC Ajoie                          |
| +091, | Reto Schäppi – A       |      | Attaquant | 2024 - ZSC Lions                         |
| +092, | Rafael Meier           |      | Attaquant | Formé au club                            |
| +093, | Nolan Diem             |      | Attaquant | 2024 - SCL Tigers                        |

## Numéros retirés
Les EHC Kloten a créé un Hall of Fame pour récompenser ses joueurs les plus marquants, en retirant leur numéro et en suspendant leur maillot sous le toit de la Swiss Arena. Ces joueurs sont :
- #4  Marco Klöti
- #7  Peter Schlagenhauf
- #20  Reto Pavoni
- #21  Roman Wäger
- #22  Victor Stancescu
- #24  Felix Hollenstein
- #26  Mikael Johansson
- #32  Anders Eldebrink
- #55  Sven Lindemann

## Logos

Logo jusqu’en 2009
Logo entre 2009 et 2012